# 원주 법천사지 지광국사탑비
원주 법천사지 지광국사탑비(原州 法泉寺址 智光國師塔碑)는 대한민국 강원특별자치도 원주시 법천사지에 세워져 있는, 고려 문종 때 국사(國師)이며 법상종의 고승인 지광국사 해린(984년 ~ 1070년)의 탑비이다. 1962년 12월 20일 대한민국의 국보 제59호로 지정되었다.

## 개요
고려 문종 24년(1070년)에 지광국사가 법천사에서 입적하자 그 공적(公的)을 추모하기 위해 1085년(선종 2년)에 사리탑인 지광국사현묘탑과 함께 이 비를 세워놓았다. 현묘탑은 현재 국립고궁박물관으로 옮겨졌고 탑비(塔碑)만이 옛 자리를 지키고 있다.
비문에는 지광국사가 불교에 입문해서 목숨을 다할 때까지의 행장(行狀)과 공적을 추모하는 글이 새겨져 있다. 비문은 정유산(鄭惟産)이 짓고, 글씨는 안민후(安民厚)가 중국의 구양순체를 기본으로 삼아 부드러운 필체로 썼다.

## 특징
나라를 대표했던 고승의 업적을 담은 비석인 만큼 돌을 한 땀 한 땀 따내려간 석공들의 지극한 정성이 곳곳에 배어 있다. 비는 거북받침돌 위로 비몸돌을 세우고 왕관 모양의 머릿돌을 올린 모습이다. 거북은 목을 곧게 세우고 입을 벌린 채 앞을 바라보고 있어 용맹무쌍한데, 얼굴은 거북이라기보다 용의 얼굴에 가까운 형상으로, 턱 밑에는 길다란 수염이 달려 있고 부릅뜬 눈은 험상궂다. 독특한 무늬가 돋보이는 등껍질은 여러 개의 사각형으로 면을 나눈 후 그 안에 왕(王)자를 새겨 장식하였다. 비몸돌에서 눈에 띄는 것은 양 옆면에 새겨진 화려한 조각인데, 구름과 어우러져 여의주를 희롱하는 두 마리의 용이 정교하고도 사실적으로 표현되어 있다. 머릿돌은 네 귀가 바짝 들린 채로 귀꽃을 달고 있는데, 그 중심에 3단으로 이루어진 연꽃무늬 조각을 얹어 놓아 꾸밈을 더하고 있다.

## 사진

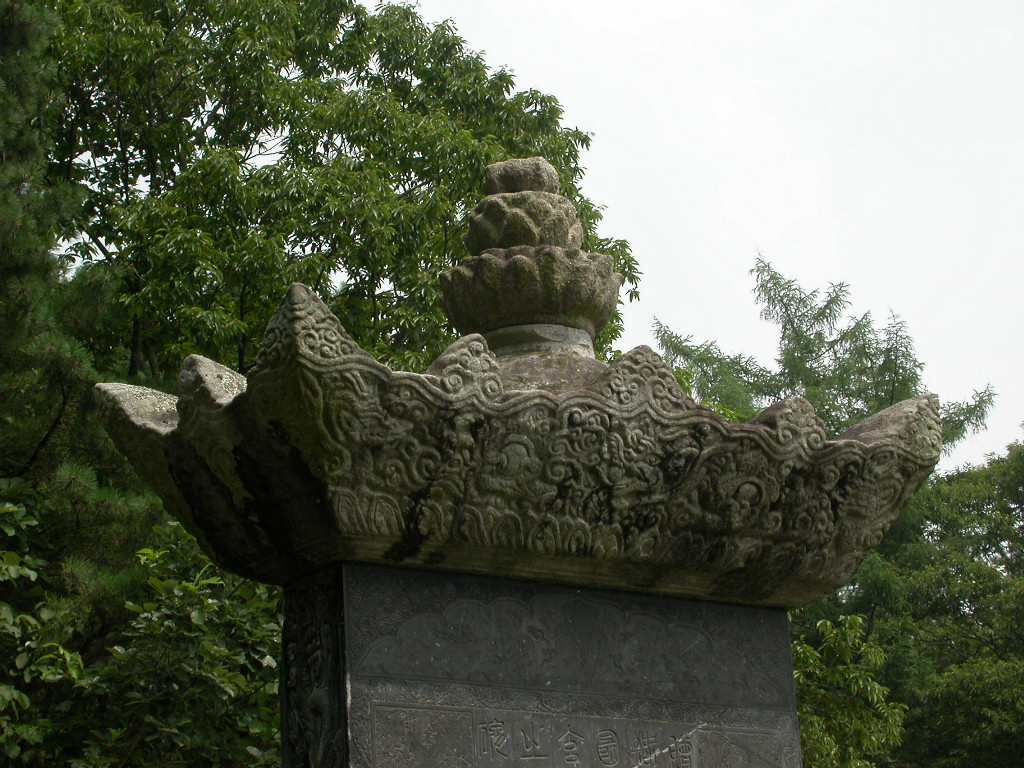
머릿돌
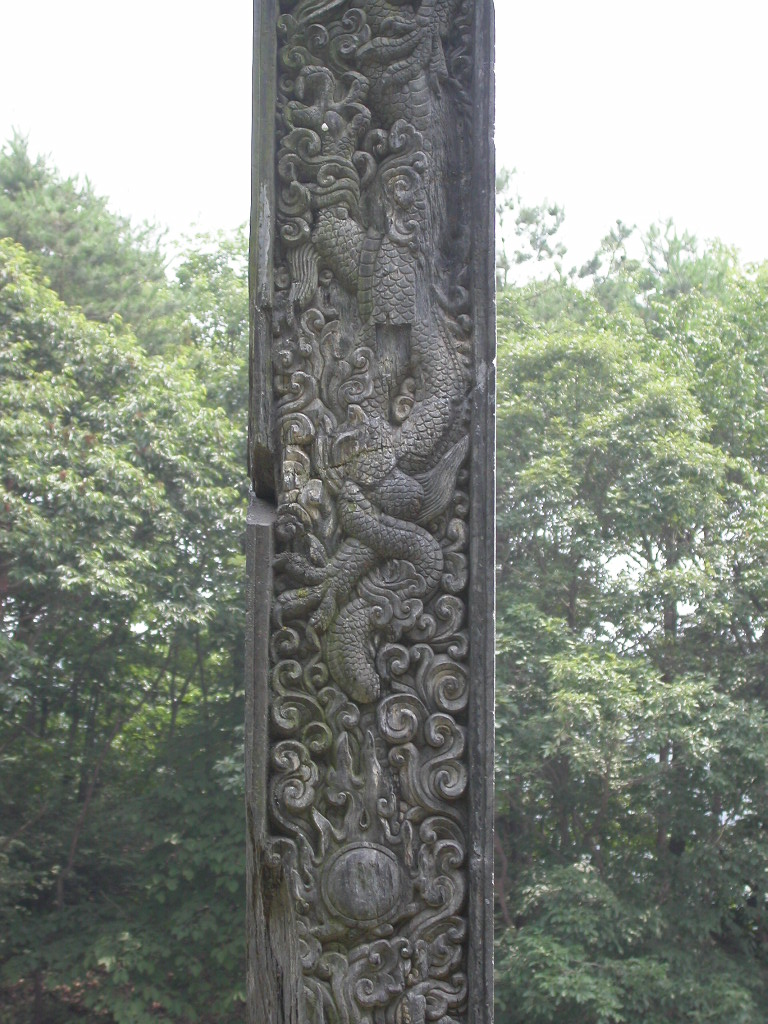
비몸돌 문양
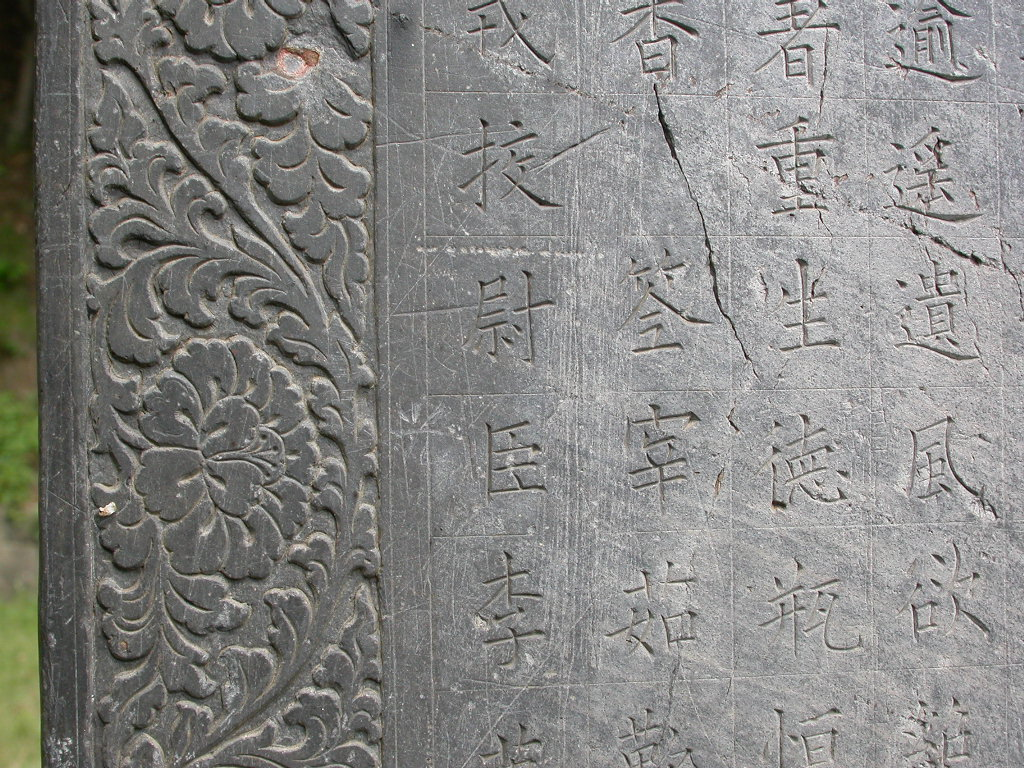
비몸돌 문양
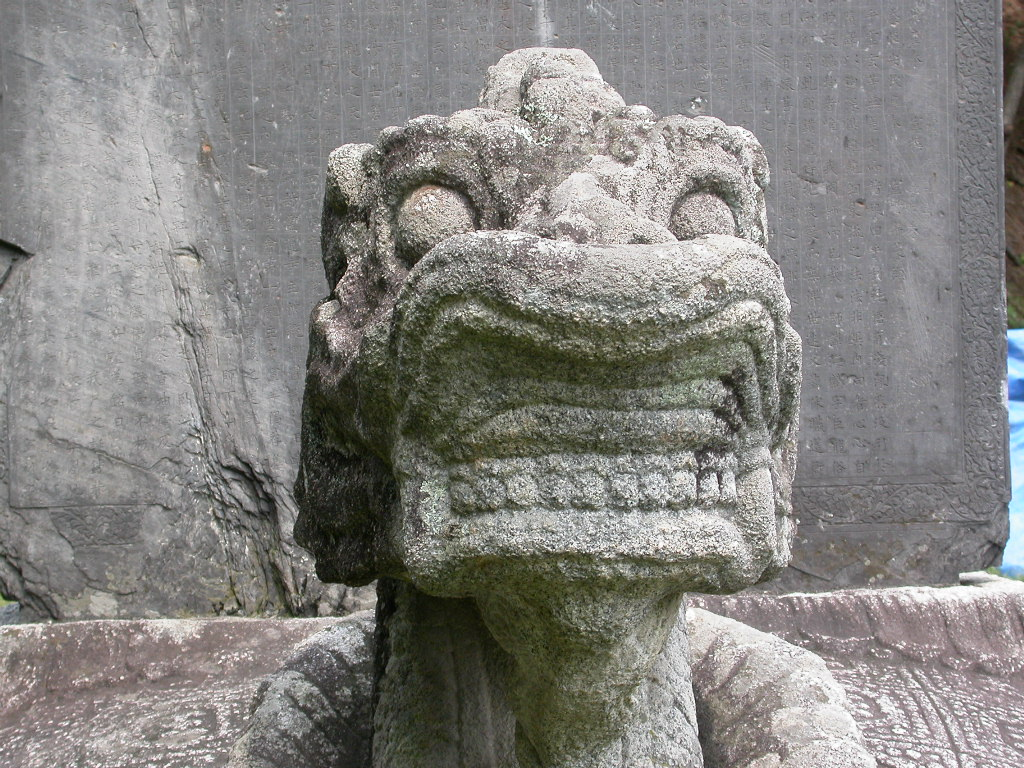
거북 머리
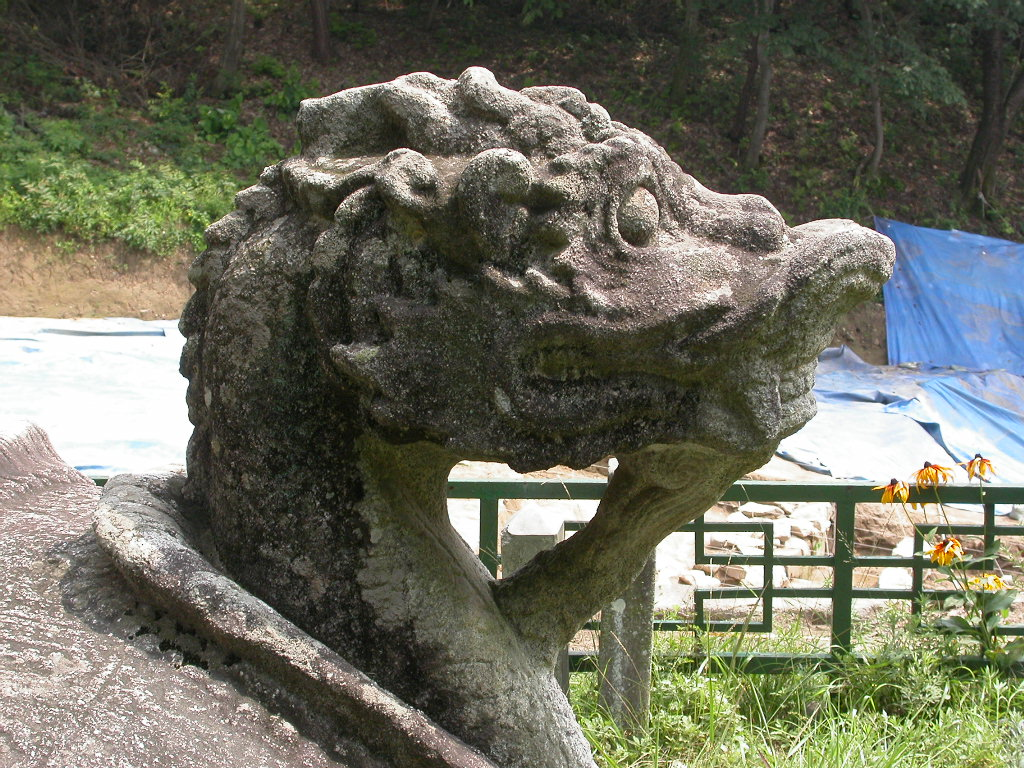
거북 머리

## 같이 보기
- 해린
- 원주 법천사지 지광국사탑 (국보 제101호)

## 참고 자료
- 원주 법천사지 지광국사탑비 - 국가유산청 국가유산포털